# Erich Fromm
 (mai 2018).
Pour les articles homonymes, voir Fromm.
Ne doit pas être confondu avec Eric Fromm.
Erich Fromm, né à Francfort le 23 mars 1900 et mort à Muralto le 18 mars 1980, est un sociologue et psychanalyste américain d'origine allemande.
Il est avec Theodor Adorno, Herbert Marcuse et d'autres, un des représentants de l'École de Francfort. Il greffe, d'une façon critique et originale qui lui est propre, la thèse freudienne sur la réalité sociale qui se fait jour dans l'après-guerre. Il est aussi l'un des premiers à parler d'un revenu de base inconditionnel.

## L'homme et son œuvre
Erich Fromm est né à Francfort le 23 mars 1900 dans une famille juive orthodoxe. Il est l'arrière petit-fils du rabbin Seligmann Bär Bamberger. Il fait ses études en droit, histoire et sociologie à l'université de Heidelberg puis à l'Université de Munich et enfin des études à l'Institut psychanalytique de Berlin. Il contribue avec Karl Landauer à la création de l'Institut psychanalytique de Francfort en 1929. 
Erich Fromm est analysé par Frieda Fromm-Reichmann (qui allait devenir sa femme) puis par Hanns Sachs. Il est analyste depuis 1927. Il fait partie du cercle de la Société psychanalytique de Vienne créée par Sigmund Freud. Puis il fréquente le « Séminaire des enfants » créé par Otto Fenichel en 1924, expression d'un mouvement de freudiens devenus non orthodoxes concernant le groupe des patients à traiter (personnes modestes). Erich Fromm est connu comme un sociologue marxiste ayant fait la conjonction de Karl Marx à Sigmund Freud (voir Freudo-marxisme et Humanisme-marxisme). Freud en politique a une approche élitiste de la société et a une vision de l'individu liée à la mythologie, indépendante du temps présent. Fromm prône l'adaptation de la psychanalyse à la dynamique sociale à partir d'une interprétation humaniste de Marx.
Il s'installe comme psychanalyste en 1934. Aux États-Unis, Erich Fromm enseigne au Bennington College, à l'université Columbia, puis à l'université du Michigan et à Yale.
Erich Fromm est inséparable de l'école psychodynamique américaine. Il est le chef de file de l'école culturaliste à Chicago. Il fait partie du mouvement de la psychanalyse pragmatique et utilitariste utilisant l'empathie, plutôt opposé à l'intellectualisme européen distanciant. Cette école reprend les concepts du « Séminaire des enfants » où les problèmes sexuels ne sont plus considérés au centre dynamique des névroses, mais plutôt l'effet que la cause du caractère névrotique, dû aux conditions de vie.
Erich Fromm prend la relève de Karen Horney dans l'école culturaliste américaine qui a délaissé la sexualité au profit de la culture, le passé au profit de l'effet de la situation « actuelle ». Il s'exprime dans la tendance marxo-freudienne pour catégoriser en sociologue et en psychiatre.[Quoi ?]
Pendant la Seconde Guerre mondiale, proche de Roosevelt, il fait partie du Comité sur le sentiment national créé en 1940 pour infléchir la communication gouvernementale en matière d'information de guerre.
Avant de rejoindre le Mental Research Institute (MRI), lieu-phare de l'école de Palo Alto, Erich Fromm intervient au Mexique dans le Centre interculturel de documentation de Cuernavaca, où ont œuvré Ivan Illich et Paul Watzlawick. Il participe à l'élaboration des « thérapies systémiques familiales » au sein des thérapies familiales dans la continuité de l'école psychodynamique américaine, sur des prémices cybernétiques, sémiotiques et systémiques des théories de la communication dans l’approche écosystémique.
Il vit au Mexique entre 1949 et 1973, fonde et dirige la Société mexicaine de psychanalyse en 1956 et enseigne à l'Université nationale autonome du Mexique. À la fin des années 1950, Erich Fromm n'hésite pas à se lever contre Ernest Jones et contre l'appareil de l'Association psychanalytique internationale, pour dénoncer la cabale qui consiste à présenter comme fou Sandor Ferenczi, important analyste hongrois proche de Sigmund Freud. 
Erich Fromm prend sa retraite d'enseignant en 1965. 
Fromm est un des fondateurs de l'International Forum for Psycho-Analysis, la Fédération internationale de sociétés psychanalytiques, qui refuse le modèle centralisateur de l'Association psychanalytique internationale.
Il ajoute à la technique de l'analyse une pratique concernant la connaissance de soi dans le domaine de « l'être et l'avoir » (voir Dualisme en philosophie) qui s'exprime dans le mouvement de la période 1968 (hippie) dans la biophilie, en plus de la pratique de la thérapie.

### Erich Fromm et ses conceptions
Les considérations sur l'inconscient, le complexe d'Œdipe, la libido en structure de la personnalité et le transfert divergent entre Freud et Fromm.
- Pour Freud l'inconscient est hérité génétiquement à partir des tout premiers hommes, de façon métaphysique (inconscient, préconscient, conscient — « première topique »)[7].
- Pour Fromm le complexe d'Œdipe et la pulsion de mort ne sont pas universels (ils sont structurés en « deuxième topique » pour Freud)[7].
- Si pour le traitement du patient atteint d'une maladie, Freud « écoute » en mettant en œuvre les subconscients pendant l'analyse, l'analyste selon lui a pour principe fondamental concernant le transfert de se tenir à l'écart de l'analysé. Ni l'un ni l'autre ne se voient, qu'il y ait la verbalisation du patient ou le silence. Pour Fromm le rapport humain est un face à face d'échange où les signes du corps sont significatifs, autant que les mots (voir Sándor Ferenczi qui embrassait ses patients). L'échange entre les deux personnes existe, l'analyste continue sa prise de connaissance du monde général, la personne qui demande agit avec les conseils de l'analyste pour la résolution de son malaise, de son « mal-être » existentiel.

Pour Fromm, la part instinctuelle diminue chez l'Homme au profit d'un comportement qui tend à s'individualiser dans la résolution du problème fondamental : l'union-au-monde dans la liberté, liberté « positive » (« freedom to ») et liberté « négative » (« freedom from »), amour et haine, confiance et méfiance, créativité et destructivité. Fromm a fait une étude sur le phénomène psychologique du nazisme en particulier et de tout totalitarisme en général à partir des idées de « peur de la liberté » (« Fear of Freedom ») et de l'« évitement de la liberté » (« Escape from Freedom ») dans la destructivité, la haine et la surconsommation pour se relier au monde.
Fromm a pour fondement la structure patriarcale de la société qui peut s’inverser en matriarcat. Dans l'étiologie sociale, l'union-au-monde d'Erich Fromm peut être reliée au sentiment d'infériorité par le statut social et les conditions de vie selon la psychologie individuelle développée par Alfred Adler.
Fromm se veut clair et intelligible (univoque) dans sa communication avec autrui, il s'oppose de ce fait à Jacques Lacan de l'école européenne qui est son congénère et dont le jeu des mots dans des métaphores est associé à l'apport de sens.[non pertinent]
Chez Fromm, (Avoir ou être, 1978 concept qui provient de son enfance en tant que fils de marchand de vins ayant été tenté par l'étude pure où seul l'« être » compte, étude du Talmud), la productivité de l'« être », a été transformée par le productivisme fordiste américain en « avoir(s) » disponibles sur l'étalage du supermarché de la performance des thérapies corporelles.
Son ouvrage Société aliénée et société saine, écrit en 1971 est sous-titré Du capitalisme au socialisme humaniste. Psychanalyse de la société contemporaine, ce qui renseigne sur les options politiques qui étaient les siennes. Son testament intellectuel réside dans Espoir et Révolution. Vers l'humanisation de la technique, 1981. L'internationalisme est un de ses traits caractéristiques, hors du marxisme installé en politique.

## Commentaires
- Henri Atlan, 1986, À tort et à raison. Intercritique de la science et du mythe, Seuil, Paris, 1986. Dans un chapitre sur la rencontre entre André Green et Erich Fromm (p. 273-280) intitulé Le Pari scientifique dans la psychanalyse moderne, Green est qualifié de « freudien » et Fromm d'« humaniste ». Le premier a souci de scientificité et le second se tourne vers la tradition mystique orientale. Pour André Green, la psychanalyse ne peut qu'être scientifique, même s'il s'agit du vécu de l'expérience du transfert et de l'affect dans son intégralité.

- Herbert Marcuse, Éros et civilisation, Postface, points, 1971, p. 239. Il s'agit d'une lecture marxienne de Freud, où un reproche majeur à l'encontre de Fromm est formulé. « Fromm consacre une grande partie de ses écrits à la critique de l'économie de marché et de son idéologie, qui place de fortes barrières sur la voie du développement productif. Mais il en reste là. Ces vues ne conduisent pas à un examen critique des valeurs de la productivité et de la personnalité qui sont exactement les valeurs de la société critiquées. »

- Michel Onfray, conférence Déconstruction de l’analyse freudienne dans le cadre de l'Université populaire de Caen en 2010-2011. Michel Onfray prétend qu'Erich Fromm propose une « direction spirituelle ».

## Œuvres
- La Peur de la liberté, traduit de l'anglais par C. Janssens, Paris, Buchet-Chastel, 1963, 244 p.  ; nouvelle trad. Éditions Parangon/Vs, coll. Situations & Critiques, trad. fr. Séverine Mayol et Lucie Erhardt, 280 p., 2011  (ISBN 978-2841901623) ; rééd. Les Belles Lettres, coll. Le goût des idées, Paris, 274 p., 2021  (ISBN 978-2251451718) ; 22 cm - Titre original : The Fear of Freedom - la bibliographie en annexe de Grandeur et limites de la pensée freudienne de E. Fromm donne comme titre original : Escape from Freedom, édité à New York en 1941. Édition allemande à Francfort en 1966 : Die Furcht vor der Freiheit.
- L'Art d'aimer, traduit de l'anglais par J. Laroche et Françoise Tcheng, Paris, Éditions Universitaires (Psychothèque), 1967, 158 p. ; 20 cm. Titre original : The Art of Loving. Réédité en 1968 aux éditions EPI (coll. « Hommes et groupes ») et en 1999 aux Éd. Desclée de Brouwer
- Société aliénée et société saine : du capitalisme au socialisme humaniste. Psychanalyse de la société contemporaine, traduit par Janine Claude, Paris, Courrier du Livre, coll. « L'Université permanente », 1967, 352 p. ; 23 cm - Titre original : The Sane Society, édité à New York, éd. Rinehart, 1955. Contient : Présentation de la psychanalyse humaniste d'Erich Fromm par Mathilde Niel ; réédité en 1971 ; nouvelle éd. Les Belles Lettres, coll. Le Goût des idées, Paris, 378 p., 2025  (ISBN 978-2251456553)
- Psychanalyse et Religion, traduit de l'anglais par Dominique Merllié, Paris, Éditions de l'Epi, 1968, 160 p. - titre original : Psychoanalysis and Religion
- L'Homme pour lui-même, traduit par Janine Claude, Paris, Éditions sociales françaises, « Collection des sciences humaines appliquées », 1967, 192 p. ; 24 cm - Titre original : Man for Himself
- Espoir et révolution. Vers l'humanisation de la technique, Paris, Stock, 1970
- Le Dogme du Christ et autres essais, Paris, Complexe, 19.. . - (Textes) - suivi d'autres essais : La Psychanalyse : une science ou un parti, Le Caractère révolutionnaire, Des limites et des dangers de la psychologie
- Espoir et révolutions : vers l'humanisation de la technique, traduction de Gérard D. Khoury, Paris, Stock, 1970, 187 p. ; 21 cm. - Titre original : The Revolution of Hope : Toward a Humanized Technology
- La Crise de la psychanalyse, 1971
- Bouddhisme Zen et psychanalyse, Daisetz T. Suzuki, Erich Fromm et R. de Martino, traduction de Théo Léger, Paris, Presses Universitaires de France, coll. « L'actualité psychanalytique », 1971, 200 p.
- La Crise de la psychanalyse : essais sur Freud, Marx et la psychologie sociale, traduction par Jean-René Ladmiral, Paris, Anthropos, coll. « Sociologie et connaissance », 1971 - 292 p.  ; 19 cm - Titre original : The Crisis of Psychoanalysis
- Le Langage oublié : introduction à la compréhension des rêves, des contes et des mythes, trad. par Simone Fabre, Paris, Payot, 1975, 210 p. ; 18 cm. - Titre original : The Forgotten Language  (ISBN 2-2283-2610-0)
- La Mission de Sigmund Freud : une analyse de sa personnalité et de son influence, trad. de l'anglais par Paul Alexandre, Bruxelles, Complexe, 1975, 112 p. ; 23 cm. - (Textes). - Titre original : World perspectives series
- La Passion de détruire: anatomie de la destructivité humaine, traduit de l'anglais par Théo Carlier, Paris, Robert Laffont, 1975, 523 p. ; 24 cm - Titre original : The Anatomy of Human Destructiveness, édité en 1973 chez Holt, Rinehart et Winston. - (broché).
- Vous serez comme des dieux : une interprétation radicale de l'Ancien Testament et de sa tradition, traduit de l'anglais par Paul Alexandre ; postface de Evelyne Sznycer et Serge Pahaut, édition revue et annotée par E. Sznycer et S. Pahaut, Bruxelles, Complexe, 1975, 214 p. ; 23 cm - (Textes)
- Anatomie de l'agressivité humaine, 1975
- La Conception de l'homme chez Marx, traduit de l'anglais par M. Matignon, Paris, Payot, coll. « Petite Bibliothèque Payot », 1977, 151 p.  - Notes bibliographiques.  (ISBN 2-2283-3170-8) (broché)
- Psychanalyse et religion, Erich Fromm; traduit par D. Merllie, Paris, EPI, coll. « Hommes et groupes », 1978, 160 p. ; 20 cm - Titre original : Psychoanalysis and Religion
- Avoir ou être : un choix dont dépend l'avenir de l'homme, traduit de l'anglais par Théo Carlier, postface de Ruth Nanda Anshen, Paris, Robert Laffont, coll. « Réponses », 1978, 43 p.  ; 20 cm. Titre original : To Have or to Be?, édité chez Harper & Row en 1976 - Bibliographie, 10 p. -  (ISBN 2-2210-0127-3) (broché)
- Grandeur et limites de la pensée freudienne, Paris, Robert Laffont, 1980
- De la désobéissance et autres essais, traduit de l'anglais par Théo Carlier, Paris, Robert Laffont, coll. « Réponse. Santé », 1982, 176 p.  - Titre original : On Disobedience and Other Essays  (ISBN 2-2210-0873-1) (broché). Contient : 
  - Disobedience as a Psychological and Moral Problem, publié initialement in Clara Urquhart, A Matter of Life, Londres, Jonathan Cape, cop. 1963
  - Le Cœur de l'homme, sa propension au bien et au mal, traduit de l'anglais par Sylvie Laroche, Paris, Payot, coll. « Petite Bibliothèque Payot », 1964  (ISBN 2-2288-9576-8)
  - The Application of Humanist Psychoanalysis to Marx's Theory, publié initialement in Socialist Humanism : an International Symposium, New York, Doubleday, cop. 1965
  - Prophets and Priests, initialement publié in Ralph Schoenmann, Bertrand Russell, Philosopher of the Century, cop. 1967
  - Humanism as a Global Philosophy of Man, publié initialement sous le titre A Global Philosophy of Man in The Humanist, Yellow spring, Ohio, 1966, cop. 1965
  - Let Man Prevail et Humanist Socialism, initialement publiés in Let Man Prevail : a Socialist Manifesto and Program, New York, cop. 1960
  - The Psychological Aspects of the Guaranteed Income, initialement publié in R. Theobald, The Guaranteed Income, New York, Doubleday and C°, cop. 1966
  - The case for unilateral disarmement, publié initialement in Daedalus, cop. 1960
  - Zur Theorie und Strategie des Friedens, publié initialement in Friede im nuklearen Zeitalter
  - Eine Kontroverse zwischen Realiste, und Utopisten, 4 Salzburger, Humanismusgespräch, éd. à Munich, cop. 1970
- Fuite hors du réel, 1987
- L'Amour de la vie, 1987